# Renaixença

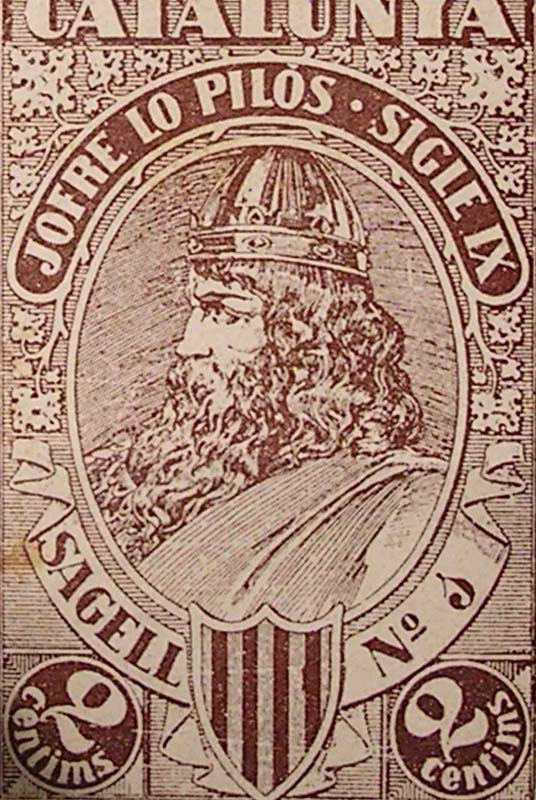
Sello de la Renaixença catalana dedicado a Wifredo el Velloso

La Renaixença o Renaixensa (pronunciado /rənəˈʃɛnsə/ o /rena(j)ˈʃɛnsa/) fue un movimiento cultural y literario en algunos territorios de habla catalanovalenciana, que llega a su esplendor durante la segunda mitad del siglo XIX. Su nombre surgió de la voluntad de hacer renacer el catalán o valenciano como lengua literaria y de cultura después de los siglos de diglosia respecto al castellano (periodo llamado genéricamente Decadència). Es paralelo a otros similares, como el Rexurdimento gallego. La palabra fue acuñada por primera vez en 1864 por el dramaturgo Eduard Vidal i Valenciano.
Los autores más importantes de este movimiento fueron Joan Maragall, Jacinto Verdaguer y Buenaventura Carlos Aribau y uno de los puntos clave de su difusión fueron los Jocs Florals. El estilo de la Renaixença es parecido al Romanticismo europeo,  predominio de los sentimientos, la exaltación patriótica y los temas históricos. La lengua utilizada mezclaba cultismos y neologismos con palabras de la cultura popular.

## Historia

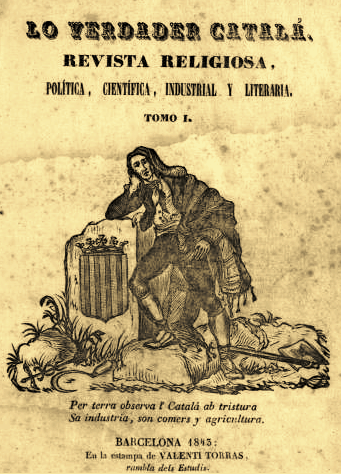
Primera página del primer número de Lo verdader catalá, el primer periódico escrito íntegramente en catalán. El grabado en el que aparece un catalán vestido con el traje tradicional junto a las cuatro barras está acompañado del siguiente pie en catalán: Por tierra observa el catalán con amargura/su industria, su comercio y agricultura.

El inicio de la Renaixença se ha situado tradicionalmente en agosto de 1833 cuando se produjo la publicación de la Oda a la Patria de Buenaventura Carlos Aribau en el diario El Vapor, a la que siguieron los 27 poemas en catalán de Joaquim Rubió y Ors que publicó en el Diario de Barcelona a partir de 1839 y que fueron reunidos en el libro titulado Lo Gayter del Llobregat (1841), el seudónimo del autor, quien en la introducción exponía su programa literario, basado en el amor a «las cosas de sa patria» y en la reivindicación del idioma que «desgraciadament se pert dia a dia» y del que algunos se avergüenzan de que se les «sorprengue parlant en catalá». Rubió y Ors también decía (en catalán):

Cataluña puede aspirar todavía a la independencia; no a la política, pues pesa muy poco en comparación con el resto de las naciones, que pueden poner en el plato de la balanza, además del volumen de su historia, ejércitos de muchos miles de hombres y escuadras de cientos de navíos; pero sí a la literaria, hasta la que no se extiende la política del equilibrio.

El interés del movimiento se centró en la literatura, y dentro de ella en la poesía, por lo que se considera como uno de sus hitos la celebración de los primeros Jocs Florals en 1859 organizados por el Ayuntamiento de Barcelona —aunque tuvo un antecedente en 1841 con el certamen poético convocado por la Academia de Buenas Letras, en el que resultaron premiados un poema de Rubió y Ors sobre los almogávares y una memoria histórica de Braulio Foz sobre el compromiso de Caspe—. Los Jocs con sus tres premios ordinarios —a la fe, la patria y el amor— fomentaron los poemas de exaltación historicista y los tres discursos rituales —del presidente, el secretario y uno de los mantenedores— se convirtieron en «una cátedra de regionalismo», según se dijo tiempo después, que atraían a un público numeroso y variado. Así, «los Jocs avivaron el sentimiento de catalanidad, mientras proclamaban la españolidad de Cataluña».
Sin embargo, como denunció a principios del siglo XX el líder nacionalista catalán Enric Prat de la Riba, los que impulsaban los Jocs Florals, «lloraban los males de la lengua catalana y en su casa hablaban en castellano; enviaban a los Juegos Florales hermosas composiciones llorando trágicamente los males de Cataluña, y fuera del redil de los Juegos ya no se acordaban de Cataluña y se asociaban con sus enemigos». Proponían la huida hacia un pasado idealizado en un momento de grandes cambios económicos y sociales, ya que, a excepción del liberal progresista Víctor Balaguer —aunque su primera poesía en catalán la dedicó A la Verge de Montserrat—, la mayor parte de los integrantes de la primera Renaixensa fueron afines al moderantismo. Rubió y Ors, por ejemplo, fue mucho más conocido en España por obras integristas como El libro de las niñas (1845) o Manual de elocuencia sagrada (1852) y en el discurso que pronunció ante la reina Isabel II con motivo de la apertura del curso 1861-1862 de la Universidad de Barcelona, defendió que «las universidades, manteniéndose católicas, sean en España las encargadas de impedir que el error se derrame por nuestro suelo». También fue muy conservador y clerical, Antoni de Bofarull, autor del primer folletín en catalán L'orfeneta de Menargues o Catalunya agonisant (1862).

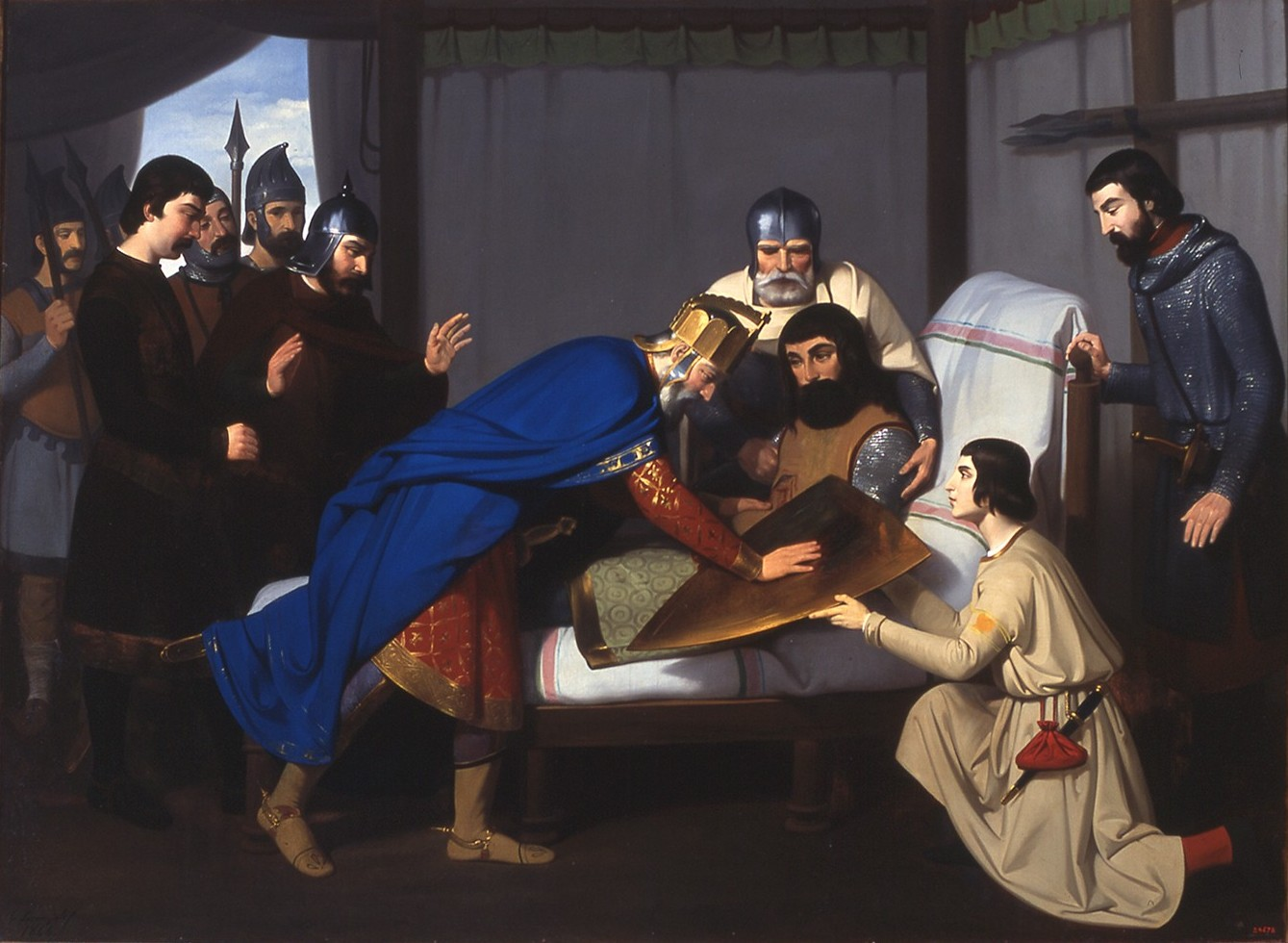
Cuadro histórico de Claudio Lorenzale (1843-1844) que representa la leyenda de las cuatro barras de sangre del escudo del condado de Barcelona.

Al mismo tiempo se produjo el resurgimiento de la historiografía catalana, que arranca en 1836 con la publicación de las Memorias para ayudar a formar un diccionario crítico de escritores catalanes, de Félix Torres Amat —«la primera historia indirecta de la literatura catalana»— y Los condes de Barcelona vindicados, de Próspero de Bofarull y Mascaró —«una historia a la vez crítica y laudatoria de los primeros condes-reyes»—, a las que siguieron tres años después Recuerdos y bellezas de España de Pau Piferrer, que en palabras de su autor relata con pasión «las felices épocas de los Raimundos y los Jaimes» y elogia a todos los que fueron «el sostén de las libertades de su patria, que nunca consintieron que fuesen holladas por mano de Rey», por lo que esta obra es considerada como la primera «en dibujar las grandes líneas de la historia nacional de Cataluña», en palabras de Josep Fontana, quien además señala que en ella se esboza «el cuadro esencial de los hechos que hoy conmemoramos como los hitos de la nacionalidad, incluyendo el 11 de septiembre».

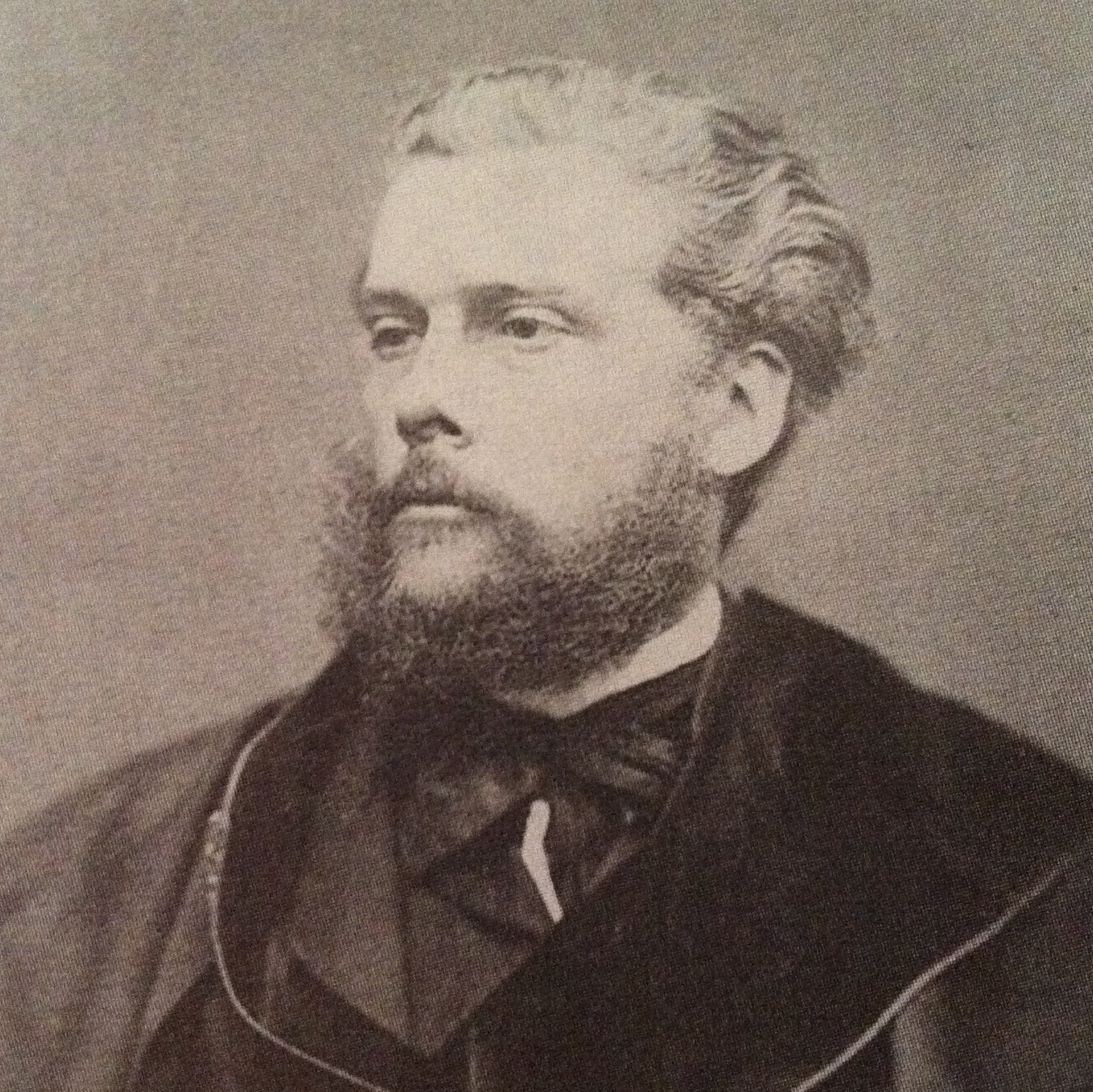
Víctor Balaguer, uno de los escritores principales de la Renaixença, impulsor del periódico La Corona de Aragón.

Entre los continuadores de estas obras pioneras destacaron Víctor Balaguer, con Bellezas de la historia de Cataluña (1853) e Historia de Cataluña y de la corona de Aragón (1860) —cuyo propósito según el autor era reivindicar para España «un único, sí, unido, pero confederado», y Antoni Bofarull, quien además de editar las grandes crónicas medievales catalanas inició en 1876 la Historia crítica (civil y eclesiástica) de Cataluña. El historiador Jaume Vicens Vives señaló en el siglo siguiente que la obra de Balaguer proporcionaba argumentos a los poetas patrióticos y la de Bofarull a los juristas y a los políticos.
Los conceptos de lengua y patria quedan equiparados por Herder en el romanticismo alemán. La Renaixença se consolida en el entorno de una burguesía culta que encuentra en el romanticismo un interés por el propio pasado. Se reivindica un pasado glorioso durante la formación de las diferentes naciones europeas, en la Edad Media. En el transcurso del movimiento que conocemos como Renaixença, se utiliza poco este término ante Renacimiento, refiriéndose a la lengua, a la literatura y a la patria. La primera vez que hay constancia del uso del término es cuando Pere de Rosselló realiza un discurso como secretario de los Juegos Florales de 1869. El 1871, se fundó la revista quincenal La Renaixença, pero en sus artículos se continúa empleando la palabra Renacimiento para referirse a la patria y a las letras catalanas.
La Renaixença es el periodo literario que va desde el final de la Decadencia hasta el Modernismo, enmarcado por un movimiento cultural y de concienciación nacionalista más amplio (alcanza todas las manifestaciones culturales), surgido dentro de la burguesía a raíz de las transformaciones provocadas por la Revolución Industrial. Así, la Renaixença se identifica claramente con el "redreçament" cultural catalán y, sobre todo, con la recuperación de su lengua.

Intento de recuperar-y definir- una conciencia nacional catalana y, a la vez, de adaptar alguna de las corrientes más vivas de la cultura europea. El intento se realiza en todos los campos de creación y pone en juego ideologías a menudo opuestas
Joaquim Molas

### Contexto histórico
El absolutismo tendrá el último de sus episodios durante el reinado de Isabel II. Los conflictos se suceden durante todo el siglo XIX. Las tres guerras carlistas, los hechos de 1835 con la primera quema masiva de conventos y la insurrección de Barcelona contra Espartero en 1843 son los episodios más trágicos. Fue el preludio del nacionalismo catalán que se hizo visible a finales del siglo XIX.
El estilo de la Renaixença es cercano al Romanticismo europeo, con predominio de los sentimientos, la exaltación patriótica y los temas históricos. La lengua empleada mezcla cultismos y neologismos con palabras de la cultura popular. La Renaixença se identifica con el "redreçament" cultural catalán y, sobre todo, con la recuperación de su lengua.
El programa de la Renaixença pretende, sobre todo, la plena identificación entre lengua y patria. Porque la burguesía acabe concienciándose, el movimiento reivindica estos puntos:
- El descubrimiento y divulgación de los clásicos grecolatinos y de toda la literatura de tradición oral.
- La creación de la literatura catalana (en cualquier género), conducida por una lengua normativizada.
- La creación de instituciones nuevas que empujen la nueva dinámica literaria (editoriales, prensa…) y el reforzamiento de las instituciones ya existentes (Real Academia de las Buenas Letras de Barcelona…).

### Etapas
La lengua catalana nunca había perdido su uso social, pero dos factores podían amenazar la continuidad del catalán como lengua vehicular. El primero fue el abandono de las clases altas de la lengua catalana como lengua para la cultura, hacía más de un siglo que no era una lengua oficial. El segundo la inminente voluntad estatal de universalizar la alfabetización. 
Los periodos que siguen a continuación reflejan la realidad del principado. En Valencia el fenómeno de la Renaixença es más disipado por carencia de una burguesía que lo sustente. En las islas hay que destacar la figura de Marià Aguiló.
Los conceptos de lengua y patria quedan equiparados por Herder en el romanticismo alemán. La Renaixença se consolidó en torno a la burguesía culta que encontró en el romanticismo un interés por el pasado propio. Se reivindicaba un pasado glorioso durante la formación de las diferentes naciones europeas, en la Edad Media.
La diglosia (1833-1859)
La lengua catalana dispone de manifestaciones de carácter popular como obras de teatro, goigs y coloquios, pero la burguesía adoptó la costumbre aristocrática de escribir en castellano. La mayoría de la literatura es de tema catalán pero escrita en castellano. El hecho de que todavía se dictaban leyes o normativas escolares en contra del uso de la lengua catalana nos indica su persistencia en el uso cotidiano.
- 1833 Publicación del poema Oda a la Patria de Buenaventura Carlos Aribau

El prestigio de la lengua catalana (1877-1892)
Se introducen las teorías naturalistas y realistas que afectan sobre todo al teatro y la narrativa, como también a la prosa. Aparece el narrador más importante: Narcís Oller. Verdaguer y Guimerá se consolidan como autores.
- 1879 Aparece el Diari Català
- 1886 Valentí Almirall publica Lo Catalanisme
- 1892 La Unió Catalanista presenta las Bases de Manresa

### Antecedentes
Las investigaciones históricas de Antoni de Capmany, el interés por normativizar la lengua catalana y la aparición de una incipiente intelectualidad de origen popular ya se producen durante la Ilustración. Pero el sentimiento de catalanidad está muy debilitado después de la Guerra de la Independencia Española, debido al apoyo al Estado que ha echado el invasor. Aun así, hay dos nombres que constatan no solo el uso de la lengua catalana, sino la persistencia de este sentimiento de catalanidad: Antoni Puig Blanch y Josep Pau Ballot y Torres. De lo contrario, hay que aludir a la tarea del mallorquín Josep de Togores (Conde de Aiamans) que compuso poesías donde se denota una influencia romántica notable.
Josep Pau Ballot escribe la Gramática y apología de la lengua cathalana entre 1810 y 1813. Esta obra es realizada con intención patriótica, divulgadora e incitadora al uso del catalán. En el capítulo Origen de la lengua cathalana , Ballot, aclara: "por muchos años lengua de cortes, la que se hablaba en los palacios, y muy apreciada del señor rey don Jaime I y demás reyes de Aragón".
Antoni Puig y Blanch escribe Las Comunidades de Castilla en 1823. En esta obra podemos encontrar recursos y tópicos de la poesía de la Renaixença como el uso del verso alejandrino, la exaltación de la lengua o la conmemoración de combates heroicos. Otra obra de Antoni Puig que hay que destacar es Observaciones sobre la lengua catalana que comenta la Gramática de Josep Pau Ballot. Finalmente hay que mencionar que ayuda a Josep Melcior a realizar la traducción del Nuevo Testamento en 1832.
Hay otros nombres destacados, pero su trabajo laborioso pertenece al día a día, y quedará reflejada pasados unos años. Este es el caso de los hermanos Fèlix e Ignasi Torres Amat y el historiador Bofarull. La tarea de los dos hermanos eruditos la hace visible Fèlix, quien en 1819 ve cómo se inaugura la Biblioteca de autores catalanes y en 1836 se publica el Diccionario de escritores catalanes. Bofarull realiza una tarea ingente de clasificación del Archivo de la Corona de Aragón.

### La diglosia (1833-1859)

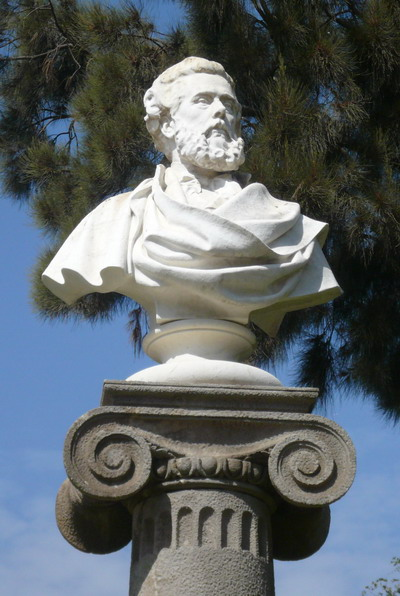
Busto de Víctor Balaguer en el parque de la Ciudadela de Barcelona.

En esta etapa se consolidan las editoriales catalanas y valencianas; a veces, con sede en Madrid. La lengua catalana dispone de manifestaciones de carácter popular, como obras de teatro, goigs y coloquios, pero la burguesía adopta la costumbre aristócrata de escribir en castellano. La mayoría de la literatura es de temática catalana, pero se escribe en castellano. Se promulga la Ley Moyano, de 1857, que establece la obligatoriedad de la enseñanza primaria. Hay que interpretar aquí alfabetización como sinónimo de castellanización.
Dos poetas son los que marcan el inicio y el programa de la Renaixença: Buenaventura Carlos Aribau y Joaquim Rubió y Ors. La Publicación de la Oda a la Patria de Aribau, en 1833, establece y populariza el vínculo simbólico entre lengua y patria. Redactado por Aribau y destinado a Gaspar de Remisa, su patrón, la obra evoca de manera nostálgica la patria cuando ambos están en Madrid. El uso del catalán arrecia el vínculo en aquel exilio. De febrero de 1839 a noviembre de 1840, Rubió y Ors publicó diecinueve poemas en el Diario de Barcelona. Estos se reunieron en una recopilación de poemas, Lo Gayté del Llobregat en 1841. El prólogo es considerado un hito de la Renaixença e incluso el manifiesto que él resumió en tres puntos: la afición por todo aquello que concierne a la patria, el interés para difundir el conocimiento del idioma entre el resto de compatriotas y el deseo de encomendar este sentimiento. Rubió y Ors en aquel prólogo también reivindica la necesidad de restablecer los Juegos Florales y la Academia del Gay Saber para reconquistar la importancia literaria que había ostentado la lengua catalana.
Otros hechos destacados son:
- 1841: Publicación de un poema del valenciano Tomás Villarroya
- 1844: Publicación de un libreto de versos del valenciano Teodor Llorente
- 1851: Antoni Bofarull y Víctor Balaguer realizan escritos en la prensa impulsando la restauración de los Juegos Florales
- 1858: Publicación de la antología poética Los trovadores Nuevos, de Antoni Bofarull
- 1859: Publicación de la antología poética Los trovadores Modernos, de Víctor Balaguer

### Los Juegos Florales (1859-1877)

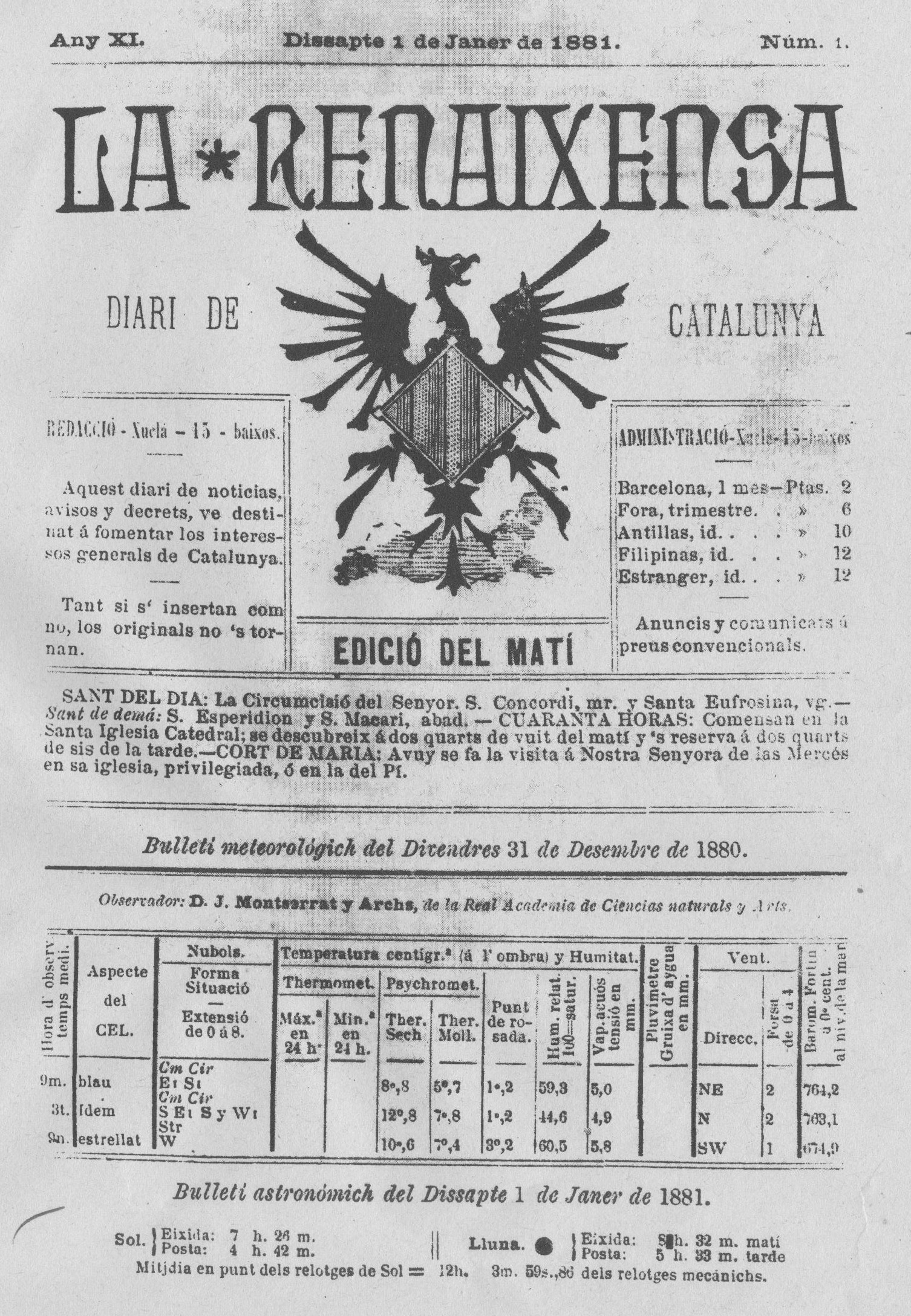
La cabecera de La Renaixença fue diseñada por Lluís Domènech i Montaner en 1880. Conjuga el escudo de Cataluña con el ave fénix.

El programa de la Renaixença se articula alrededor de algunas instituciones y sociedades que adquieren un papel más o menos secundario y otros que toman más protagonismo. Dentro del primer grupo podemos citar la Sociedad Filosófica, el Centro Excursionista de Cataluña, el Círculo Literario de Vich, La Sociedad Savigny o La Joven Cataluña y con un papel más preponderante la Universidad de Barcelona, la Academia de Buenas Letras, el Ateneu Barcelonès, pero sobre todo los Juegos Florales. 
En el marco de los Juegos Florales se manifiestan posiciones diferenciadas respecto al modelo de lengua. Cómo impulsor del modelo más antiguo y arcaizante destaca el mallorquín Jeroni Rosselló y había también partidarios de una fórmula mixta combinando un lenguaje antiguo con el moderno y expulsando los barbarismos. Ninguno de los dos se impuso, los Juegos aglutinaban participantes de ideologías contrapuestas. La mayoría de obras son de escasa calidad hasta el triunfo de Ángel Guimerá y Jacinto Verdaguer en los Juegos Florales. Guimerà es considerado maestro en Gay Saber y Verdaguer obtiene el premio especial del jurado con el poema La Atlántida.
El sentimiento de recuperación catalanista no es solo de las clases altas sino que también lo es de las clases obreras. Estas articulan una trama de asociaciones culturales por todo el territorio de Cataluña. Entre otros se fundan el Ateneo Catalán de la Clase Obrera en Barcelona en 1861 o el Ateneo de la Clase Obrera de Igualada en 1863. Se inició también la profusión de sociedades corales formadas por obreros como la La Fraternidad fundada por José Anselmo Clavé en 1850. En 1867 había 106 sociedades corales.
Se consolida un público que consume prensa en catalán. Coincidiendo con la Restauración, el objeto de la prensa en catalán ya no solo será la literatura sino que también lo será la política. Las revistas satíricas de huella anticlerical tendrán una gran repercusión como La Campana de Gracia.
- 1862, publicación de una novela en catalán L'orfeneta de Menargues de Antoni Bofarull
- 1865, se fundó la revista anual Calendari Català por Francesch Pelay Briz
- 1868, se fundó el periódico literario Lo Gay Saber por Pelay Briz
- 1869, se funda el periódico La Gresca, en Santiago de Cuba
- 1871, se fundó la revista conservadora y de tirada quincenal La Renaixensa por Pere Aldavert y Ángel Guimerá
- 1871, se fundó el semanario La Gramalla su redacción está formada básicamente por miembros de La Jove Catalunya
- 1872, creación del Ateneo Barcelonés

### El prestigio de la lengua catalana/valenciana (1877-1892)
A pesar de que con retraso respecto al resto de Europa, se introducen las teorías naturalistas y realistas que afectan sobre todo al teatro y a la narrativa. Los autores catalanes cruzan una sintonía con el público. Aparece el narrador más importante: Narcís Oller; Verdaguer y Guimerà se consolidan como autores. 
Las nuevas generaciones de escritores dan por finalizado aquel Renacimiento e incluso se llega a historiografiar aquellos albores, sin una pretensión erudita. Es el caso de Breve reseña del actual renacimiento de la lengua y literatura catalanas o la inmensa Historia del Renacimiento literario contemporáneo en Cataluña, Baleares y Valencia del gaditano Francisco María Tubino aparecida en Madrid entre 1880 y 1881.
Los filólogos de lenguas románicas cómo Diez, Saroïhandy y Meyer-Lübke colocaron la lengua catalana entre los dialectos del occitano. Posteriormente el interés que suscitó el estudio de las lenguas románicas y los estudios de Milà y Fontanals situaron el catalán como lengua independiente. 
- 1878, se fundó la revista La Veu de Montserrat en Vich por Jaume Collell
- 1879, se consolidan los Juegos florales valencianos, de carácter bilingüe, en Lo Rat Penat
- 1879, aparece el Diari Catalá de Valentí Almirall
- 1881, aparece la publicación L'Avens
- 1886, Valentí Almirall publica Lo Catalanisme
- 1887, Antoni de Paula Capmany publica el semanario y desde 1897 diario El Catalanisme
- 1892, la Unió Catalanista presenta las Bases de Manresa

## Autores
Los autores más importantes de este movimiento fueron:

### Poesía
Gracias a los Juegos Florales, la poesía es uno de los géneros más cultivados del movimiento. Consigue llegar a un público más amplio. Esta poesía, por lo tanto, pretende llegar a una identificación total entre lengua y patria. La poesía es uno de los géneros más cultivados del movimiento.
Los autores principales de este género son:
- Buenaventura Carlos Aribau
- Manuel Milá y Fontanals
- Joaquim Rubió y Ors
- Jacinto Verdaguer, padre de la poesía y de la lengua catalana moderna.

### Teatro
El momento de plenitud de la Renaixença se da entre la década de 1870 y la noventa, un largo periodo durante el cual convivirá con otras tendencias, como el romanticismo, el realismo o el naturalismo. Es en esta época cuando los autores más importantes del movimiento —Jacinto Verdaguer, Àngel Guimerà y Narcís Oller— inician su producción artística. Hay que tener en cuenta que durante estos años publicar en catalán comporta muchas dificultades, pero las ediciones en esta lengua son cada vez más numerosas; la prensa periódica, además, resulta capital como herramienta de divulgación literaria.

#### El teatro político
La situación sociopolítica del siglo XIX la podemos conocer gracias a algunas obras de teatro, como las de Josep Robreny (1780?-1838), hombre de formación autodidáctica. Escribió un teatro un poco ingenuo pero de estilo directo y fresco, pleno de locuciones, frases hechas y giros populares que lo acercaban a las clases trabajadoras. Logró mucha popularidad, y su figura física (era muy obeso) iba asociada a los papeles cómicos que él mismo interpretaba. Escribió obras en catalán y en castellano y también bilingües. Su producción abraza piezas de costumbres, piezas de circunstancias, y sobre todo, obras de carácter político donde defendía la causa liberal.
El sainete y la comedia de costumbres: Escrito en verso, el sainete fue un género capital del teatro catalán de la primera mitad del siglo XIX. El sainete es una pieza teatral corta que tenía como finalidad provocar la risa y se basa en la caricaturización de situaciones cotidianas y de personajes populares estereotipados. Fue gracias a los sainetes que el catalán se fue introduciendo a las representaciones teatrales.
El autor más importante de este género fue Frederic Soler, que adoptó el pseudónimo de Serafí Pitarra. Junto con otros autores fundó un grupo de teatro con el nombre de La Gata. Los temas de sus obras son las "trapelleries" (travesuras) de personajes marginados, los conflictos sentimentales y el enfrentamiento entre la gente de la ciudad y la del campo. Con el tiempo, estos autores fueron evolucionando y transformaron el género dramático del sainete en la comedia burguesa de costumbres, que refleja de una manera más matizada y más compleja la personalidad de unos personajes fuertemente marcados por unas costumbres sociales.

#### El teatro romántico
Teniendo en cuenta las características del romanticismo, es fácil entender que los dramaturgos del siglo XIX mostraran una predilección por las formas teatrales que más permitían "conmover" el espectador: la tragedia y el drama. También es cierto, pero, que a medida que avanza el siglo se impone una voluntad de superar el romanticismo y dotar el teatro de características cada vez más realistas.
La tragedia: Hasta el siglo XIX no hubo ningún escritor que de una manera programática se propusiera conscientemente conferir al teatro catalán el bagaje trágico que hasta entonces no había tenido. El artífice de este cambio fue Víctor Balaguer. En 1879 publicó un volumen de tragedias, Nuevas tragedias, en que utilizaba la imaginería romántica: Las esposas de la muerta  (donde retoma el tema de los amores trágicos entre Romeo y Julieta, pero incluye un personaje invisible y omnipotente, la finalidad, porque guíe la vida de los dos amantes hacia el final trágico) y Rayo de luna (en que mitifica los Pirineos como eje de la patria occitano-catalana).
El drama romántico: Paralelamente a las actividades del grupo de Frederic Soler, en Barcelona se fue imponiendo el gusto de la burguesía ciudadana por los dramas románticos, tanto de tema histórico (drama histórico) cómo emotivo (melodrama). Pero la situación del momento no ofrecía a los autores la oportunidad para ver representadas sus obras, porque los actores solían ser de procedencia castellana. Los primeros dramaturgos que abordan el drama romántico en Cataluña lo hacen en castellano y las obras se representaban en el Teatro de Santa Cruz. Pero gracias a la Renaixença se fue imponiendo con normalidad la catalanización del drama romántico.

#### El drama realista
El teatro romántico ayudó a consolidar el sentimiento catalanista o nacionalista catalán, pero los autores pronto se dieron cuenta de que la temática y las fórmulas del género tenían que ir más lejos si se quería mantener el interés del público y captar, sobre todo, la atención de la burguesía. Esta clase vivía en medio de fuertes controversias, derivadas de la Revolución Industrial, pero también complacida gracias al poder que poseía.
Cataluña fue tierra de labradores hasta el siglo XIX, en que las personas que no encontraban trabajo en el campo iban a trabajar a las industrias de las ciudades.
Alrededor del año 1860 una nueva generación de escritores pusieron en cuestión el énfasis del teatro romántico y se acercaron más a la realidad: cambiaron los reyes y los caballeros medievales por protagonistas más reales. Son los primeros intentos del drama realista, de donde surgió con fuerza la figura de Àngel Guimerà.
Personajes destacados
Àngel Guimerà, dramaturgo que dio una dimensión universal al teatro catalán.

### Narrativa
La Renaixença retoma el género después de tres siglos de Decadencia (desde el siglo XV ninguna novela en Cataluña).
Destaca el cultivo de la novela histórica y la romántica. La novela histórica, uno de los géneros más cultivados, puesto que facilita a los autores situar a los personajes en hechos históricos en la Edad Media. Es una mezcla de crónica e imaginación, desigual según los diversos autores. Uno de los autores más importantes es Antoni de Bofarull. La novela romántica tiene las características del Romanticismo. Con la intención de moralizar, se centra en la realidad del momento. El autor más importante es Narcís Oller.
- Narcís Oller, novelista de la Cataluña surgida de la Revolución Industrial.

### Pintura
- Claudio Lorenzale, en su pintura de historia son motivos habituales escenas que evocan el pasado glorioso catalán, influencia del romanticismo medievalista proveniente de Alemania.
- Luis Rigalt, confecciona un gran documento del paisaje y de las ruinas de los monumentos catalanes.

## Renaixença valenciana

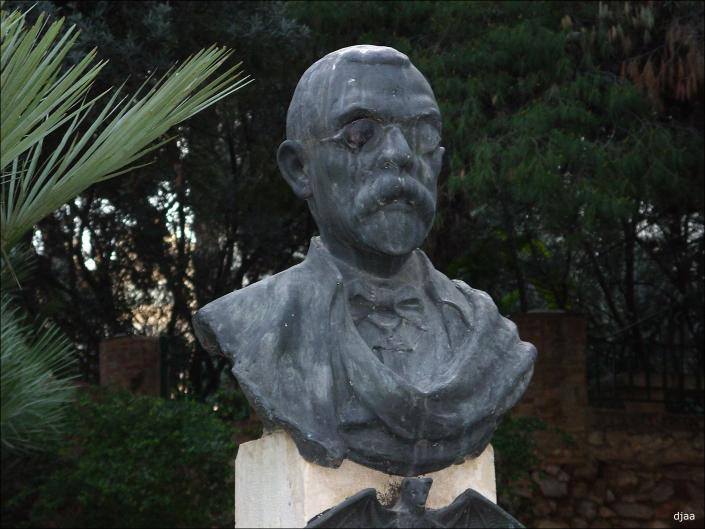
Busto de Constantí Llombart en los Jardines del Real. Uno de los máximos representantes de la Renaixença, partidario de reivindicar aspectos lingüísticos y nacionalistas. Finalmente se impuso la tesis contraria, la de Teodor Llorente, partidario de mantener una actitud meramente literaria.

La Renaixença valenciana del siglo XIX surge de la voluntad de hacer renacer el valenciano como lengua literaria y de cultura después de siglos de diglosia respecto del castellano (periodo denominado genéricamente Decadència). 
De la Renaixença valenciana, Joan Fuster, destaca, en primer lugar, su felibrismo, es decir, la actitud meramente literaria sin la aspiración de aprovechar el movimiento para reivindicar aspectos lingüísticos y nacionalistas. Fuster lo explica por la carencia de un injerto progresista de la Renaixença valenciana, y por la carencia de industrialización de Valencia.
Por otro lado Fuster habla de la yuxtaposición de elementos culturales castellanos y catalanes, hasta el punto de calificar la cultura valenciana de “cultura satélite” respecto del castellano.
Finalmente Fuster señala la “noble y emocionante lección” de los renacentistas: el hecho de que a pesar de las facilidades que el castellano les brindaba por una “terca afirmación patriótica usaron la lengua propia y natural. Aquellos hombres, según Fuster, nos merecen todo nuestro respeto, dado que “mejor o peor, respondieron al problema del momento, y a ellos debemos la posibilidad de estar, nosotros, escritores y poetas valencianos de hoy, en el lugar donde estamos”.

### Orígenes: Etapa inicial (1833-1859)

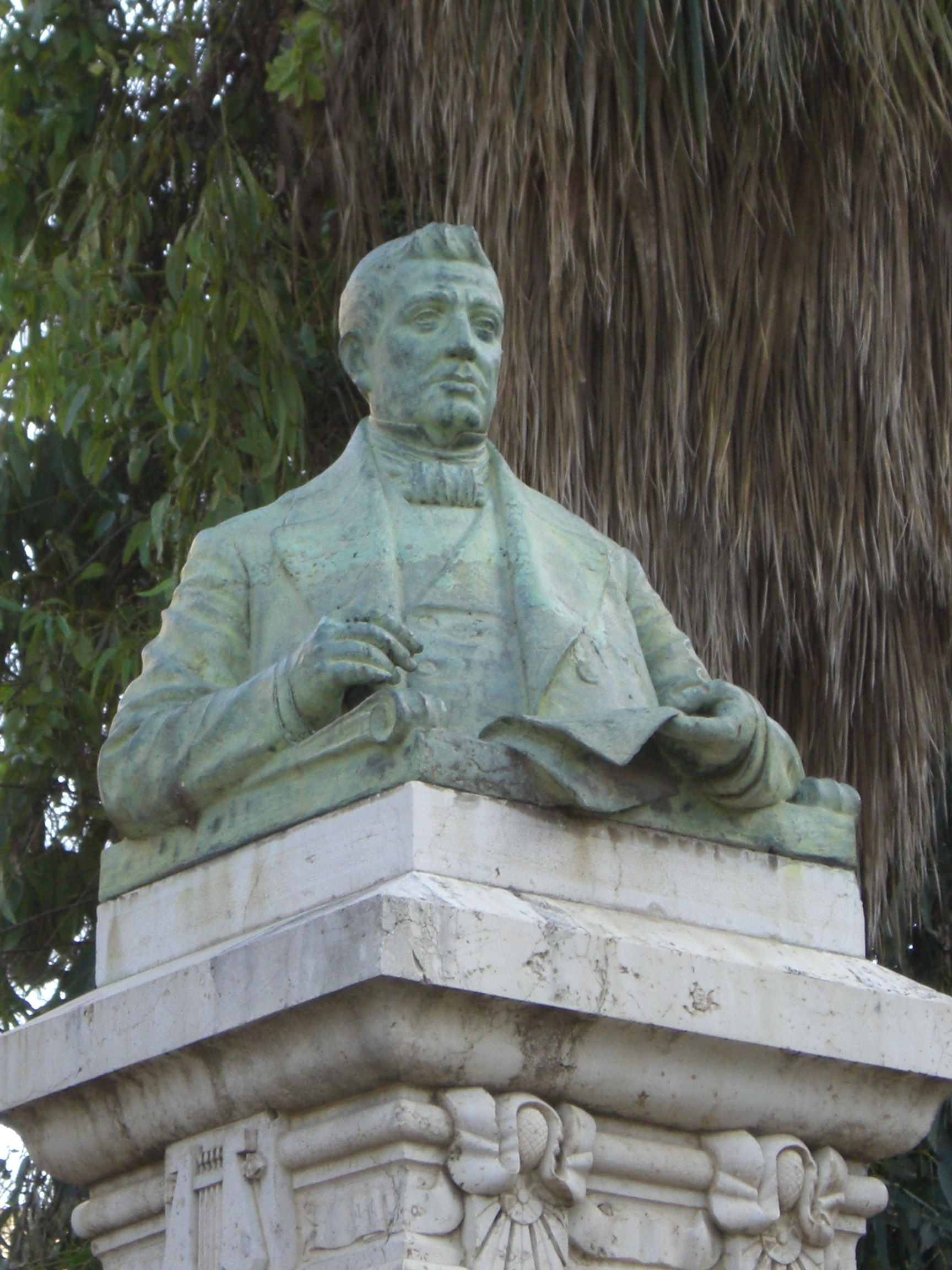
Busto de Bernat i Baldoví, uno de los representantes del sector populista de la Renaixença, y autor del famoso sainete El virgo de Vicenteta.

Los orígenes sobre la Renaixença en la Comunidad Valenciana se han centrado en la discusión de considerar la Renaixença o bien como una hija o una consecuencia de la Renaixença en Cataluña, o bien como un movimiento nacido autóctono.
Joan Fuster en 1956 afirma que "La Renaixença valenciana será un ahijado de la Renaixença de Cataluña, y no, como Carles Ros y Lluís Galiana Cervera podían hacer prever, una prolongación del movimiento local setecentista inervado por los clásicos. Opinión, pero, bastante categórica que el mismo Fuster parece evitar en su famoso libro Nosotros, los valencianos y que finalmente matiza en 1973 donde apunta el conocimiento de los clásicos y las propuestas de dignificación del valenciano anteriores a la mitad del siglo XVIII.
Sanchis Guarner por su parte, considera que el origen de la Renaixença valenciana está motivado en gran parte por la llegada de Marià Aguiló como jefe de la biblioteca universitaria, quién animó a dos jóvenes estudiantes de Derecho: Teodor Llorente y Vicente Wenceslao Querol a escribir versos en lengua vernácula.
Estudios recientes de Vicent Simbor Roig (profesor de la Universidad de Valencia) confirman que la Renaixença valenciana fue un movimiento nacido autónomo, con una etapa inicial de 1833 a 1859, el año de la incorporación e inmediato liderazgo de Teodor Llorente, que comienza una nueva etapa: la etapa de la madurez.
Simbor señala una serie de precedentes que suponen un hilo conductor sin interrupciones desde finales del XVIII, hasta la consagración de la Renaixença, en 1859. Estos precedentes se extienden desde las apologías y reivindicaciones de la lengua valenciana del siglo XVIII: Joan Baptista Escorigüela, Manuel Joaquim Sanelo o Marc Antoni de Orellana, y llegan al siglo XIX manifestándose en los dos sectores renacentistas: el sector culto y el sector populista.
Por un lado, en el sector culto encontramos un movimiento progresivamente creciente. De entre todas las manifestaciones Vicent Simbor destaca:
- En 1830 encontramos el poema «En los días de nuestro Rey Fernando», aparecido el 30 de mayo en el Diario de Valencia, obra de Antoni M. Peyrolon
- En 1831 el liberal Vicente Salvá escribe el poema «Lo son»
- En 1833 encontremos Oda a la Patria, publicado por Buenaventura Carlos Aribau en el diario El Vapor. Este poema data simbólicamente el inicio de la renaixença.
- En 1840 ven la luz pública los dos primeros poemas de Tomás Villarroya «Cançó. Para el Álbum de la Señora Antonia de Montenegro»[20] y «Cançó. A la muerte del pintor valenciano D. Antoni Cabana»[21]
- En 1844 Pascual Pérez Rodríguez publica el poema dedicado a «En Sano Majestad la Reina Doña Maria Cristina», y Josep Joaquim Agulló publica “el Fèix”.
- En 1852 José María Bonilla publica un poema extraordinario, dado que usa un modelo de lengua equilibrado entre el “lemosín” cultista y la lengua castellanizada de los populistas.
- En 1855 con motivo del cuarto aniversario de la canonización de San Vicente Ferrer los poetas valencianos acuerdan formar una Corona poética donde el catalán tiene una presencia relevante.
- En 1857, ven la luz pública las primeras poesías «lemosinas» de Llorente.
- En 1859 Llorente participa en dos actos poéticos con obra suya en catalán.

Por otro lado, en el sector populista Vicent Simbor destaca:
- La aparición de la prensa satírica entre la cual destaca «El Mole», «La Donsaina», «El Tabalet» y «El Sueco».
- La aparición de los «libretos de falla», iniciados por Blai Bellver i Tomàs en 1850.
- El surgimiento y auge del sainete, comenzado por Josep Bernat i Baldoví, que en 1845 escribe el sainete "El Virgo de Vicenteta", "El Alcalde de Favara", o "El hablar bien no cuesta un pacho".
- Los trabajos lexicográficos: Lluís Lamarca (Ensayo de un diccionario valenciano-castellano, de 1839). Ignasi Vidal (Catálogo de las aves de la Albufera de Valencia, de 1851). Josep Escrig (Diccionario valenciano-castellano, de 1851).

### Etapa de plenitud (1859-1909)
Siguiendo Vicent Simbor en 1859 se celebra el primer certamen poético y el primer éxito de Llorente, todo el mundo coincide en establecer esta fecha como inicio de la etapa de plenitud de la Renaixença valenciana. En cuanto a la fecha del final hay diversidad de opiniones. Así se establece el año 1893, muerte de Constantí Llombart. O en 1902, año en que el vicepresidente de Lo Rat Penat pronuncia el discurso titulado De Regionalismo y Valentinicultura que incita, por fin, a la implicación política de los renacentistas. O en 1904, fundación de la entidad política València Nova, que se propone forjar una Solidaridad Valenciana al estilo de la Solidaridad Catalana. O en 1909, año de la exposición regional y en que Llorente es coronado como poeta oficial de Valencia y vitoreado con los gritos de “Viva la lengua valenciana!”, “Viva Valencia Libre!” que fueron contestados por la comitiva oficial al grito de “Viva Valencia española!”.
En esta etapa de plenitud distinguimos dos momentos diferentes: un primero, de 1859 a 1874, dominado por Llorente y su grupo conservador; y un segundo, de 1874 a 1909, en que se incorpora Constantí Llombart y su grupo progresista.

### Liderazgo de Llorente y su grupo conservador (1859-1874)

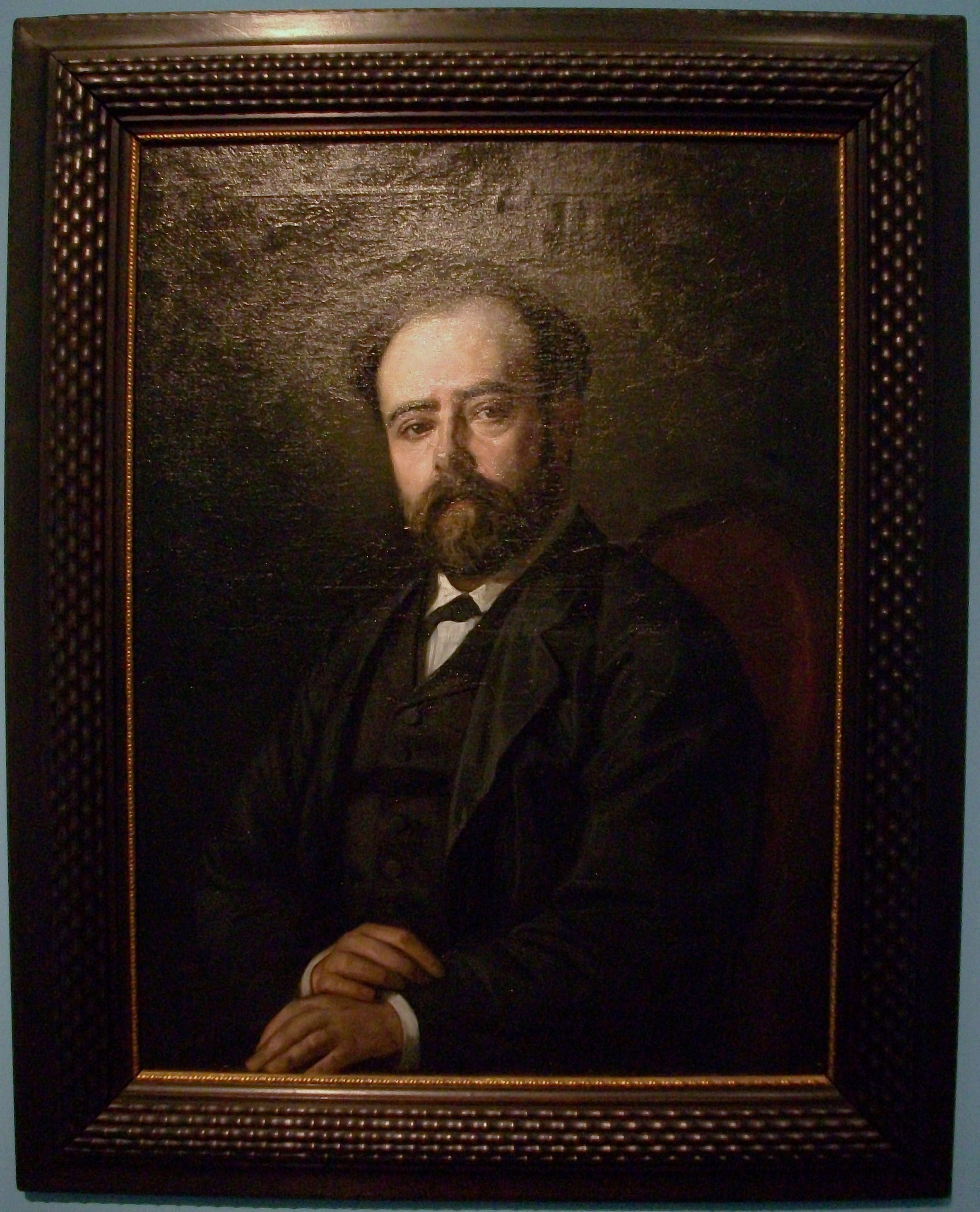
Retrato de Teodor Llorente en 1872.

A partir de la celebración del certamen poético en conmemoración del IV centenario de la muerte de Ausiàs March (en 1859), la Renaixença valenciana entra en una nueva etapa hegemónica por un nuevo grupo de escritores que se incorporan al movimiento renacentista a partir de la década de los cincuenta y que reconocen a Teodor Llorente como líder. Aparte del mismo Teodor Llorente, se trata de Vicente W. Querol, Jacinto Labaila, Rafael Ferrer y Félix Pizcueta.
Es a partir de este momento que la Renaixença valenciana asume un programa concreto controlado por un líder y sus seguidores. Para poder lograr sus objetivos los renacentistas cuentan con el control de varios periódicos (“La Opinión” y “Las Provincias” en manos de Llorente) y con todo el poder de la clase dirigente. Sin embargo, este poder no fue en la práctica usado para nada que no fuera la desvirtuación de la misma Renaixença: el grupo de Llorente le marcó unas pautas que la tenían que conducir irremediablemente a la aniquilación. Tampoco los escritores de la prensa política y satírica ni los sainetistas (Eduard Escalante, Francisco Palanca y Roca, Joaquín Balader, Antonio Roig y Civera, Manuel Millás, Francisco Tordera y Lledó, Luis Gonzaga Llorente, Julio Puig, Cayetano Salelles y Cardona, José Roman, José Merelo y Enrique Pérez Ferrandis) se plantearon ser una posible alternativa, puesto que nunca sintieron que sus obras en catalán formaron parte de aquella Renaixença proclamada por Llorente, más bien ambos grupos se despreciaban.
La característica más importante de los renacentistas liderados por Llorente es el apoliticismo del movimiento, es decir Llorente y los suyos consideran que sus tertulias no tenían que desbordar los límites del entretenimiento. El grupo dirigente de la Renaixença valenciana tenía ya desde buen comienzo forjada su ideología «apolítica», parecida a la doctrina del Felibrige occitano. Por eso hacen una crítica feroz a los renacentistas catalanes por su pretensa reivindicación política. En este sentido en el año 1865 Teodor Llorente publica en el Calendari Català el poema «Als poetes de Catalunya»:

Mes no vullgau que tornen de nou los antics segles,

puix morts estan per sempre los Jaumes i Borrells;

en los seus fets gloriosos busquem lliçons i regles,

i en compte de plorar-los tornem-se dignes d'ells.

Dels venerats sepulcres no remogam les cendres;

deixem dins d'ells l'espasa, que el temps ja rovellà;

i oixcam, perqué tal volta més clars deixen entendre's

allí los sants oracles del dia de demà.

Lo ceptre i la diadema perderes, Barcelona;

mes no plores, ¡oh pàtria!, l'immerescut afront:

deixa que el riu dels segles s'emporte una corona

que estreta vui seria per a ton noble front.
Teodor Llorente, publicado en el Calendari Català (1865).

Víctor Balaguer contestó de este modo los ataques recibidos desde Valencia:

Si hay alguna aspiración política en ellos [los poetas catalanes], como teme el señor Llorente, mientras sea aspiración de progreso, noble, entusiasta, generosa, gloriosa, patriótica, fraternal, buena tiene que ser por fuerza. No condene esta sana tendencia ni la misma política con desdeñosa frase. Política es también, de hecho, lo mismo señor Llorente.

De este modo se patentizan las discrepancias entre los renacentistas catalanes y los valencianos que con el tiempo aumentan. Según Vicent Simbor “el grupo llorentino, como representante de la clase dirigente valenciana, agrícola y mercantil, tenía que defender sus intereses económicos, que chocaban tanto con los de la burguesía industrial catalana. Cómo decía Joan Regló, los renacentistas valencianos se debatían en la «contradicción entre la historia -la cual se hermanaba con Cataluña- y sus estructuras socioeconómicas -que se la oponían».
La renaixença llorentina se convierte en una tertulia de cuatro amigos, que cada vez más se aleja del pueblo, el cual asistía a las representaciones de los sainetes, pero desconocía las poesías lemosinistas. Esto es precisamente lo que el grupo progresista de Llombart intentará corregir.

### Constantí Llombart y su grupo progresista (1874-1909)

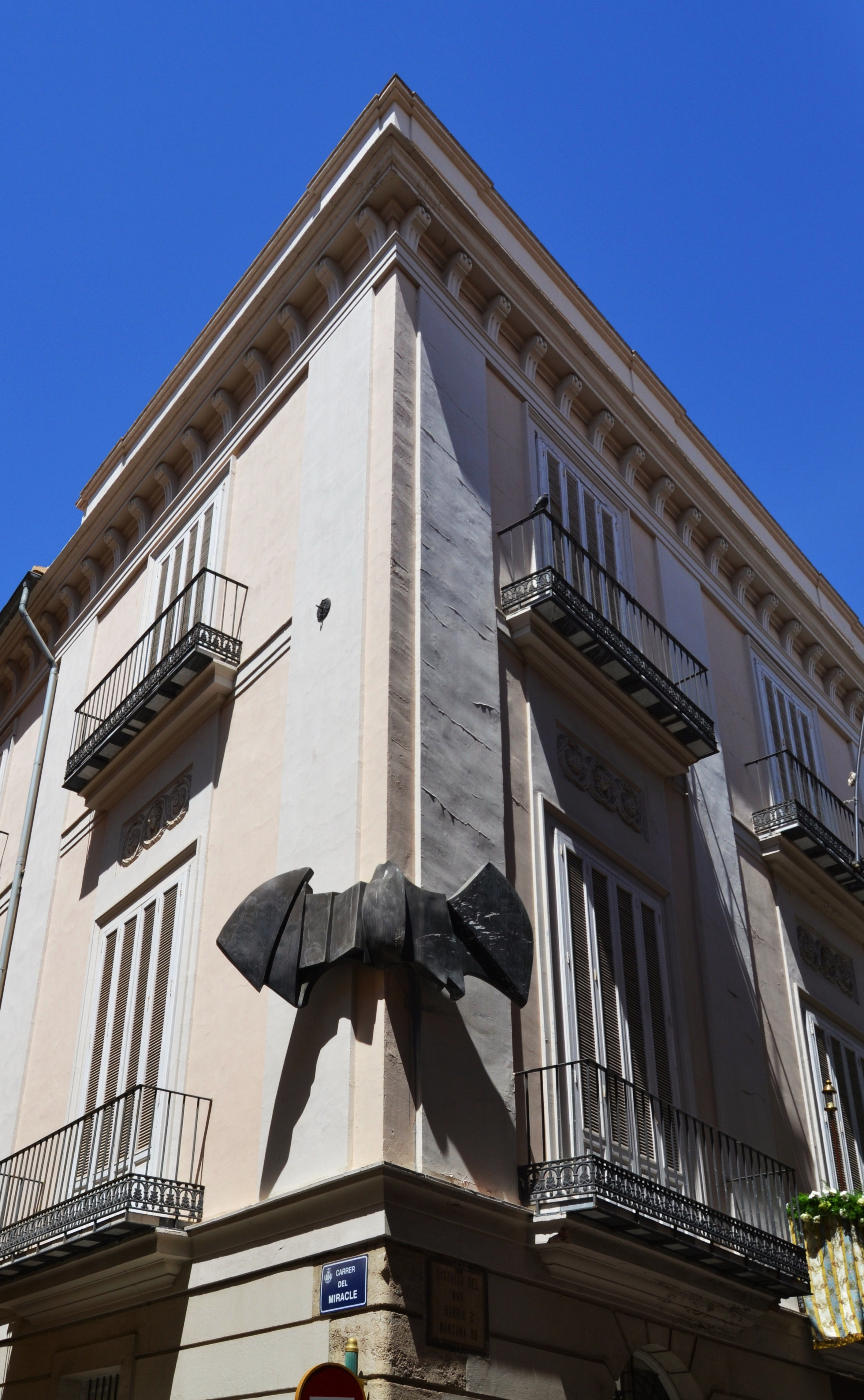
Sede de Lo Rat Penat en Valencia. Asociación fundada por Constantí Llombart con el objetivo de unir los dos grupos renacentistas (los conservadores y los progresistas) y que actualmente solo representa el regionalismo conservador y secesionista.

La aparición de Constantí Llombart da un cambio a la Renaixença valenciana por su tarea de juntar y cohesionar primero el grupo populista o progresista, y posteriormente a los dos grupos: el conservador de Llorente y su grupo progresista.
En efecto, en 1874 Llombart saca en la calle la revista «Lo Rat Penat: Calendari llemosí», la primera revista valenciana cultural escrita en catalán (muy diferente de las anteriores y coetáneas revistas satíricas y políticas) y más importante todavía, actuó de primer núcleo catalizador de los renacentistas valencianos. La revista era elaborada con las colaboraciones de los escritores valencianos, catalanes y baleares. Poner en práctica desde Valencia una revista con concepción cultural de Países Catalanes era ya un buen síntoma de que la situación empezaba a cambiar. Alrededor de esta revista aglutina los integrantes del grupo progresista: Josep M. Puig Torralva, Josep Bodria i Roig, Josep F. Sanmartín i Aguirre, Antoni Palanca i Os, Víctor Iranzo i Simon, Luis Cebrián, Francesc Barber i Bas y Ramon Andrés Cabrelles. Todos ellos, a diferencia del grupo conservador-llorentino, eran de extracción social humilde y el valenciano era su lengua cotidiana de relación familiar y social.
Una vez articulado este grupo progresista había que vertebrar los dos grupos existentes: el conservador de Llorente y el progresista de Llombart. Con esta intención funda Llombart Lo Rat Penat el 31 de julio de 1878.
Pronto se produjeron las primeras colisiones entre ambos grupos, puesto que, los unos hacían proclamas en favor de la oficialidad de la lengua o de la recuperación de las instituciones propias, y los otros se escandalizaban. Para parar las aventuras “separatistas” e “irresponsables”, el grupo conservador organizó un tipo de “golpe de estado” y arrebató el poder de Lo Rat Penat. A partir de este momento la “sociedad de amadores de las glorias valencianas” se convierte en una sociedad al servicio españolista y al servicio de la clase dirigente, hasta el punto que el mismo Llombart la crítica:
De todos modos Lo Rat Penat significó -por fin!- la aparición de un movimiento organizado con un local y unas metas a ganar, teóricamente el éxito de la Renaixença. Fue, por otro lado, un gran revulsivo para la pausada vida cultural valenciana.
La situación era, pues, insostenible. Las discrepancias entre los dos grupos provocan que Llombart intentara fundar una nueva sociedad a mediados de la década de los ochenta: la Golondrina. Finalmente Josep M. Puig Torralva, Ramon Andrés Cabrelles, Luis Cebrian y otros miembros del grupo progresista dirigido por Llombart, en compañía de otros jóvenes valencianistas fundan la sociedad "Valencia Nova", a la cual se apunta dos años después, y es elegido presidente, el mismo Faustí Barberà, médico prestigioso y respetado. Nacía, desde el punto de vista político, una nueva etapa: la del valencianismo político.

### Problemática de la lengua valenciana
A pesar de que nadie pone en entredicho la unidad de la lengua de valencianos, catalanes y baleares ninguno de los dos grupos, ni llorentinos ni llombartianos, osa referirse a ella con el nombre de “catalán” o “lengua catalana”, los miembros de ambos grupos usan indistintamente: «lemosín», «provincial», «regional», «nuestro dialecto», «valenciano» o «lengua valenciana». La única excepción a la regla fue Querol, que tituló de «Rimas catalanas» una compilación de poemas que publica en 1877.
Mientras que en Cataluña los renacentistas catalanes rompen con el bilingüismo y usan únicamente el catalán, en Valencia ninguno de los dos grupos renacentistas osan desterrar el castellano, como tampoco se atreven a pedir la cooficialidad del valenciano, hará falta la llegada del valencianismo político con la Declaración Valencianista de 1918 para plantear soluciones más realistas para la supervivencia del valenciano.
Según Vicent Simbor, la única diferencia entre ambos grupos «radica en el esfuerzo sincero del grupo de Llombart -aunque de planteamiento insuficiente- para recuperar la lengua valenciana y la escasa contribución del grupo cultista a una recuperación auténtica de esta. Los primeros querían, pero no sabían o no podían; los segundos, hay que admitir que, a pesar de algún grito poético, en realidad no querían».
Como pruebas de la preocupación sincera del grupo llombartiano por la normalización del valenciano valdrían obras cómo: la publicación por parte de Llombart y Ramon Andrés Cabrelles de la edición aumentada del diccionario de José Escrig y Martínez en 1887, la Historia gramatical de la lengua lemosino-valenciana de Josep Maria Puig i Torralva en 1883, el Diccionario general valenciano-castellano (1891) de Joaquín Martí Gadea, y el Vocabulario valenciano-castellano. El más completo de los publicados hasta el día (1900). 
En cuanto a la codificación de la lengua valenciana, tendremos que esperar a principios del siglo XX con las Normas de Castellón, en 1932, para poder abordarla.

### Principales autores
- Teodor Llorente
- Constantí Llombart
- Vicente Wenceslao Querol
- Félix Pizcueta
- Rafael Ferrer i Bigné
- Jacint Labaila
- Josep Bodria i Roig
- Josep Sanmartín i Aguirre
- Víctor Irianzo i Simón
- Luis Cebrián